# Ancienne route départementale 48 (Val-de-Marne)
Pour les articles homonymes, voir Route départementale 48.
L’ancienne route départementale 48 relie Saint-Maur-des-Fossés à Vitry-sur-Seine.

## Histoire
En 2009, elle est devenue la D148 et la D118.